# Conversaciones chileno-bolivianas de 1950
Entre 1947 y 1950 hubo conversaciones entre Bolivia y Chile para iniciar negociaciones con el fin de otorgar una salida al mar a Bolivia, por medio de un corredor terrestre situado al norte de Arica, a cambio de una serie de compensaciones no territoriales a Chile. Las gestiones fueron realizadas por el embajador boliviano en Chile, Alberto Ostria Gutiérrez, y los ministros de Relaciones Exteriores chilenos Germán Vergara Donoso, Germán Ignacio Riesco y Horacio Walker Larraín; sin embargo, quedaron estancadas tanto por la negativa recepción en la opinión pública de ambas naciones como por la negativa de Perú a otorgar su beneplácito a la utilización de las aguas del lago Titicaca.

## Antecedentes
Tras la instalación del gobierno boliviano de Enrique Hertzog Garaizabal (1947-1949), se designó embajador de Bolivia en Chile al diplomático Alberto Ostria Gutiérrez, quien inició gestiones con el gobierno chileno de Gabriel González Videla (1946-1952) para conseguir un puerto para Bolivia.
En 1947, siendo canciller de Chile Germán Vergara Donoso, Ostria propuso la cesión a Bolivia de la ciudad y el puerto de Arica, manteniendo Chile el Morro y otros sitios. Ante el rechazo chileno, reformuló su propuesta, pretendiendo la división de la bahía de Arica para entregar una parte a Bolivia, lo que fue rechazado bajo la idea chilena de que el puerto, la bahía y la ciudad constituían un todo indivisible. Finalmente, Ostria propuso la cesión de una franja territorial al norte de la ciudad de Arica con las debidas compensaciones; si bien no se rechazó la propuesta, las conversaciones quedaron en suspenso.
Se volvió a tocar el tema en 1949, cuando el canciller chileno Germán Ignacio Riesco le expresó al embajador Ostria que Bolivia debía expresar claramente su petición y las compensaciones territoriales y comerciales que ofrecería. El embajador boliviano expresó que solo podía ofrecer compensaciones territoriales a cambio de Arica; de no ser posible aquella opción, solo estaba en condiciones de ofrecer los beneficios de la gratitud de un país riquísimo. Riesco respondió que el gobierno de La Paz debía renunciar a toda pretensión sobre Arica, antes de iniciar cualquier negociación oficial, planteamiento que fue resistido por Ostria aduciendo que declarar la renuncia a la pretensión sobre Arica provocaría una grave conmoción en su país.

## Gestión Ostria Gutiérrez-Walker Larraín
En abril de 1950, el presidente González Videla realizó una visita oficial a Estados Unidos, donde se entrevistó con el presidente Harry S. Truman, a quien le informó sobre las conversaciones preliminares mantenidas con Bolivia; le expuso el proyecto que había concebido, relacionado con la utilización de las caídas de las aguas del altiplano para promover la transformación y el desarrollo económico del sector fronterizo de Bolivia, Chile y Perú, para cuya realización se requeriría del financiamiento y apoyo de Estados Unidos. De regreso a Chile, el ministro de Relaciones Exteriores, Horacio Walker Larraín, le informó a Ostria de la entrevista y la favorable reacción del presidente Truman.
El 1 de junio de 1950, Ostria dirigió una nota al canciller Walker, proponiendo lo siguiente:

[Q]ue los gobiernos de Bolivia y Chile ingresen formalmente a una negociación directa para satisfacer la fundamental necesidad boliviana de obtener una salida propia y soberana al océano Pacífico, resolviendo así el problema de la mediterraneidad de Bolivia sobre las bases que consulten las recíprocas conveniencias y los verdaderos intereses de ambos pueblos.

El 20 de junio de 1950, Chile respondió con una nota, donde expresó lo siguiente:

[E]l gobierno de Chile, junto con resguardar la situación de derecho establecida en el Tratado de Paz de 1904, ha estado dispuesto a estudiar, en gestiones directas con Bolivia, la posibilidad de satisfacer las aspiraciones del Gobierno de Vuestra Excelencia y los intereses de Chile. En la presente oportunidad, tengo el honor de expresar a vuestra Excelencia que mi Gobierno será consecuente con esa posición y que, animado de un espíritu de fraternal amistad hacia Bolivia, está llano a entrar, formalmente, en una negociación destinada a buscar la fórmula que pueda hacer posible dar a Bolivia una salida propia y soberana al océano Pacífico, y a Chile obtener compensaciones que no tengan carácter territorial y que consulten efectivamente sus intereses.

Además, se confirmaba que habría que consultar oportunamente a Perú, en cumplimiento de los tratados que tiene celebrados con ese país.

## Reacción a las gestiones
Aunque las conversaciones fueron secretas, la información se filtró a la prensa y la revista chilena Ercilla reveló algunos pormenores, en las que se afirmaba que Bolivia entregaría a Chile el uso de las aguas del lago Titicaca para regadío y producción de electricidad. Estas informaciones fueron corroboradas pocos días después por el presidente Truman, quien expresó que «le gustaba muchísimo la idea».
La revelación de las conversaciones provocó revuelo en la opinión pública de ambos países, por lo que Bolivia y Chile debieron dar a conocer las notas el 29 de agosto y el 1 de septiembre, respectivamente. Si bien la reacción en Bolivia fue inicialmente de júbilo, pronto se iniciaron las críticas y se desarrolló una campaña en contra de las gestiones, encabezadas por hombres públicos como Franz Tamayo y Fernando Díez de Medina, quienes acusaron a Chile de querer arrebatar a Bolivia sus aguas territoriales, negándose a cualquier compensación por la entrega de un puerto. En Chile también la opinión fue negativa, tanto en la opinión pública como en la clase política, que criticó al canciller en el Congreso por haber negado la existencia de notas oficiales intercambiadas con Bolivia.
No hubo novedades en las gestiones hasta que, el 26 de marzo de 1951, Truman volvió a referirse a ellas en la Cuarta Reunión de Consulta de Ministros de Relaciones Exteriores del Sistema Interamericano, donde expresó: «Me agrada imaginar, por ejemplo, la posibilidad de desarrollar vastas e incultas regiones como las vertientes orientales de los Andes convirtiéndolas en fértiles terrenos de cultivo. Me agrada pensar en un proyecto acerca del cual hablé con el Presidente de Chile. Se trata de la desviación de las aguas procedentes de los lagos de las elevadas montañas que hay entre Bolivia y el Perú para convertir en vergel la costa occidental de la América del Sur, desde el Perú hasta Chile y, a cambio de ello, dar a Bolivia un puerto en la costa del Pacífico».
Seguidamente a estas declaraciones, González Videla expresó sobre las conversaciones: «Se trata de un primer paso en un terreno que será necesario explorar minuciosamente antes de poder caminar con seguridad por él. Esto es lo que hay de concreto sobre la materia». Por su parte, el gobierno boliviano encabezado por Mamerto Urriolagoitia Harriague (1949-1951) destacó de inmediato en un comunicado que «la iniciativa para utilizar las aguas bolivianas expuesta al Presidente de los Estados Unidos por el Presidente de Chile no ha sido aún propuesta oficialmente al gobierno de Bolivia, quien, por tanto, no ha tenido oportunidad de pronunciarse ni favorablemente ni adversamente respecto a ella».
Por su parte, el gobierno peruano expresó el 30 de marzo no estar informado de ninguna gestión sobre la salida al mar de Bolivia, que ninguna alteración o modificación al estatus territorial de la frontera entre Chile y Perú podía realizarse sin la participación y consentimiento de este último, que las aguas del lago Titicaca pertenecían en condominio indivisible a Perú y Bolivia y que su disposición y utilización eran de competencia exclusiva de esos dos países. Esta declaración peruana junto con la Revolución de 1952 en Bolivia sepultaron definitivamente las gestiones. Más tarde, en 1957, Bolivia y Perú firmaron un convenio que estipuló el condominio indivisible y exclusivo que ambos países ejercen sobre las aguas del lago Titicaca, resultando imposible para Bolivia volver a usarlo como moneda de cambio para una futura negociación con Chile.